# Djamel Sabri
Djamel Sabri (en tifinag: ⵊⴰⵎⴰⵍ ⵚⴰⴱⵕⵉ) nacido el 7 de julio de 1958, en Oum El Bouaghi en Argelia, es un intérprete de canciones bereberes.

## Biografía
Djamel Sabri es nativo de la ciudad de Oum El Bouaghi de abuelos cantantes y un posterior-abuelo compañero de Aïssa Djermouni. Desde la edad de once años, comienza a interesarse por la cultura amazig, algunos años más tarde prosigue sus estudios en un liceo en Aïn Beïda (wilaya de Oum El Bouaghi), la ciudad donde comienza sus primeros ensayos y donde compuso su primer álbum titulado Yemma El Kahina (madre Kahina).
En 1980, forma el grupo musical Los Bereberes.
En 1981, el grupo es invitado a cantar en la universidad de Constantina. El Hadj Tayeb, el letrista del grupo insiste en que todas sus canciones sean en lengua chaoui. En 1986, el grupo se separa después del regreso de una gira por Francia.
El jefe del partido único de la época intenta obligar a Djamel Sabri a cantar en árabe, pero este último no cede y continúa cantando en chaoui. En 1989, sale su segundo álbum Bachtola (pistola) que coincide con los acontecimientos del 5 de octubre de 1988 en Argelia; este lleva el mismo nombre de un éxito que cuenta la historia de un hombre que quiere desafiar a la tribu de su amado con su pistola, una historia contada en las Aurés. Con este álbum, pasa a la televisión nacional lo que le permite ser conocido en todo el territorio nacional. Está considerado hoy en día como el: 

pionero del rock chaoui

## Discografía
Djamel Sabri con su grupo compuso cuatro álbumes:
- Yemma El Kahina (1979)
- Bachtola (1989)
- Amghar (1999 luego remasterizado y reeditado en 2011)
- Silineya (2003)